# Groupe BPCE
Groupe BPCE (sigle de Banque populaire Caisses d’épargne) er en fransk finans- og bankkoncern. Den er etableret i 2009 ved en fusion mellem CNCE (Caisse nationale des caisses d'épargne) og BFBP (Banque fédérale des banques populaires). Aktiver for i alt 1.551,588 amerikanske dollar i 2013, gjorde det til Frankrigs fjerdestørste bank. Bankkoncernen har mere end 8.200 afdelinger på landsplan, som hver under deres respektive brands, servicerer omkring 36 mio. kunder. Koncernen havde i 2011 117.000 ansatte. Hovedkonteret var i Paris. Gennem dets datterselskaber (inklusive Natixis), tilbydes bankforretning, forsikring, finansiering, realkreditlån, til enkelt personer, professionelle, små og mellemstore virksomheder, store virksomheder og institutioner i Frankrig og internationalt. 
Der tilbydes forskellige indlåns og låneprodukter. 
Der tilbydes forskellige forsikringsprodukter som livsforsikringer, bilforsikringer og ejendomsforsikringer. Endvidere ulykkesforsikringer, ansvarsforsikringer, sundhedsforsikringer, osv.